# رجفان

الرجفان أو الارتجاف (بالإنجليزية: Fibrillation)‏ يشير عمومًا إلى ارتجاف العضلة القلبية بشكل غير منتظم، وينجم عن انقباضات غير منتظمة وعشوائية لخلايا العضلة القلبية، بحيث يكون هذا الانقباض غير فعال في ضخ الدم. بسبب الفصل الكهربائي لأُذيني القلب عن بطيني القلب بواسطة النسيج الضام في قاعدة القلب، فإننا نميز بين ارتجاف الأذينين وارتجاف البطينين.
لذلك يُقسم الرجفان القلبي إلى نوعين:
- رجفان أذيني.
- رجفان بطيني.

يختلف النوعان اختلافاً رئيسياً في خطورتهما، فبينما يعد الرجفان الأذيني من أكثر اضطرابات النظم شيوعاً، يعد الرجفان البطيني من الحالات الطارئة ويُدعى أيضاً بالسكتة القلبية، ويلزم العلاج الفوري بإجراء إنعاش قلبي رئوي، ويعد الرجفان البطيني أو السكتة القلبية من أكثر أسباب الوفيات في العالم.